# Supraphon
Supraphon Music Publishing je češka glasbena založba, usmerjenja predvsem v izdajanje klasične in popularne glasbe s poudarkom na čeških in slovaških skladateljih.

## Zgodovina
Ime Supraphon (najprej se je izraz uporabljal za električni gramofon, nekakšno tehniško čudo tistega časa) je bilo kot blagovna znamka prvič registrirano leta 1932. V letih po vojni je Supraphon bila založba domačih albumov, ki so bili ustvarjeni za izvoz, to pa je odigralo odločilno vlogo pri širjenju češke klasične glasbe vse od 40. let 20. stoletja naprej.
Na Češkoslovaškem je bila Supraphon ena izmed treh državnih založb, poleg Panton Records in Opus Records. Panton je trenutno del Supraphona, Opus, ki deluje na Slovaškem, pa je postal saostojna založba po razpadu Češkoslovaške, leta 2019 pa je založbo kupilo podjetje Warner Music Group.

## Katalogi
Umetniška usmeritev podjetja je poskrbela za prepoznavnost širokega kataloga, ki je vseboval predvsem dela klasičnih skladateljev, kot so Bedřich Smetana, Antonín Dvořák, Leoš Janáček, Bohuslav Martinů in Jan Dismas Zelenka, kot tudi drugih predstavnikov tako češkega kot svetovnega glasbenega sveta. K zbirki posnetkov so prispevali tudi številni pomembni domači in tuji solisti, komorne skupine, orkestri in dirigenti.
Arhiv založbe Supraphon vsebuje posnetke Orkestra Češke Filharmonije pod taktirko dirigentov, kot so Václav Talich, Karel Ančerl, Karel Šejna, Václav Neumann in drugi, pa tudi posnetke Saše Večtomova in drugih nečeškoslovaških izvajalcev, kot so Sviatoslav Richter, Emil Gilels, Mstislav Rostropovič, Ida Haendel, Henryk Szeryng, Hélène Boschi in André Gertler. Številni posnetki so bili ponovno izdaji v izdajah Archive, Ančerl Gold Edition in Talich Special Edition.
Založba je tudi osredotočena na sodelovanja s sedanjimi interpreti klasične glasbe. Posnetki Pavel Haas Quarteta so bili nagrajeni z BBC Music Magazine's "Chamber Choice". Med druge izvajalce, ki sodelujejo s Supraphonom spadata tudi Jiří Bělohlávek in Sir Charles Mackerras.
Prve stereofonske plošče so pri založbi izšle leta 1961, čeprav so stereofonski posnetki izhajali že od leta 1958. Prvi posnetki pop glasbe v stereofonski tehniki so bili posneti leta 1964.
V 70. letih 20. stoletja je založba izdala nekaj plošč v štirikanalni stereo tehniki v kvadrofoničnem sistemu.
Od leta 1981 je založba snemala digitalno, prve zgoščenke založbe pa so bile narejene v Nemčiji leta 1984. Pop glasba je bila od leta 1987 izdana na zgoščenkah.
Leta 1988 je z Grammyjem nagrajena skupina The Moody Brothers v Pragi posneli zgodovinski album, pri snemanju katerega je sodelovala tudi zasedba Jiri Brabec and Country Beat. Album Friends je bil prva skupna produkcija conutry glasbe med ameriško založbo Lamon Records in Supraphonom. Plošča je dosegla dobre kritike, The Moody Brothers in Brabec pa so skupaj s producenti, tonskimi mojstri in sodelujočimi osvojili nagrado Ampex Golden Reel Award.
Od januarja 2013 je Supraphon uradni češki distributor podjetja Warner Music Group. Kljub temu pa je češka podružnica Warner Music oživela po prevzemu podjetja EMI Czech Republic.
Pri Supraphonu je nekaj malih plošč izdala tudi Elda Viler, eno ploščo pa je pri tej založbi izdal tudi harmonikar Jože Kampič.